# Apristurus gibbosus
 Apristurus gibbosus és un peix de la família dels esciliorrínids i de l'ordre dels carcariniformes.

## Morfologia
Pot arribar als 388 cm de llargària total en el cas dels mascles i als 410 en el de les femelles.

## Reproducció
És ovípar.

## Distribució geogràfica
Es troba a les costes de la Mar de la Xina Meridional.